# Save Rock and Roll
Save Rock and Roll is het vijfde studioalbum van de Amerikaanse poppunk-band Fall Out Boy. Het is hun eerste album na hun pauze van drie jaar. Aan het door Butch Walker geproduceerde album werd tussen oktober 2012 en maart 2013 gewerkt. Op 4 februari 2013 werd de leadsingle My Songs Know What You Did in the Dark (Light Em Up) uitgebracht. Het album zou in eerste instantie op 6 en 7 mei 2013 worden uitgebracht, in verband met het 10-jarig jubileum van hun eerste album Take This to Your Grave, maar werd vervroegd naar 15 april 2013.

## Opname
De band had meerdere pogingen nodig om weer tot elkaar te komen op creatief gebied. Begin 2012 begonnen Patrick Stump en Pete Wentz voor het eerst in vier jaar met het schrijven van nieuw materiaal. Het verging beiden minder goed in hun persoonlijk levens en ze wilden een creatieve uitlaatklep om de emoties te uiten. De eerste schrijfsessie was echter onsuccesvol. De drie à vier nummers die zij samen schreven werden meteen opgeschort, omdat zij vonden dat het "niet juist voelde en het niet juist was". Enkele maanden later probeerden zij het opnieuw, met een nieuw uitgangspunt: de moderne versie van Fall Out Boy stond nu centraal. Het nummer Where Did the Party Go was een opsteker en deed de muzikanten beseffen dat een comeback mogelijk was, mits de band niet terug zou vallen in de muziek waarmee zij populair werden. 
Zij kozen ervoor om in geheimhouding het album te schrijven zodat de band het in eigen hand had als de opnames niet zoals verwacht zouden lopen en zij het album nog konden opschorten. Hierdoor zorgden zij ervoor dat zij ook afstand namen van sociale media, om uitlatingen te voorkomen.

## Tracklist
Geschreven door Andy Hurley, Patrick Stump, Joe Trohman en Pete Wentz tenzij anders vermeld.

| 1.                 | The Phoenix                                          |                                                                    | 04:04 |
| 2.                 | My Songs Know What You Did in the Dark (Light Em Up) | Hurley, Stump, Trohman, Wentz, Butch Walker, John Hill             | 03:08 |
| 3.                 | Alone Together                                       |                                                                    | 03:23 |
| 4.                 | Where Did the Party Go                               |                                                                    | 04:03 |
| 5.                 | Just One Yesterday (met Foxes)                       |                                                                    | 04:04 |
| 6.                 | The Mighty Fall (met Big Sean)                       | Hurley, Stump, Trohman, Walker, Wentz, Walker, Hill, Sean Anderson | 03:32 |
| 7.                 | Miss Missing You                                     |                                                                    | 03:30 |
| 8.                 | Death Valley                                         |                                                                    | 03:46 |
| 9.                 | Young Volcanoes                                      |                                                                    | 03:24 |
| 10.                | Rat a Tat (met Courtney Love)                        | Hurley, Stump, Trohman, Wentz, Courtney Love                       | 04:02 |
| 11.                | Save Rock and Roll (met Elton John)                  |                                                                    | 04:41 |
| Totale duur: 41:37 |                                                      |                                                                    |       |

| Nr. | Titel                                                                 | Schrijver(s)                                              | Duur |
| --- | --------------------------------------------------------------------- | --------------------------------------------------------- | ---- |
| 12. | My Songs Know What You Did in the Dark (Light Em Up) (2 Chainz remix) | Hurley, Stump, Trohman, Wentz, Walker, Hill, Tauheed Epps |      |